# Marian Cynarski
Marian Cynarski (ur. 21 kwietnia 1880 w Warszawie, zm. 14 kwietnia 1927 w Łodzi) – polski sędzia i polityk, prezydent Łodzi.

## Życiorys
W 1898 ukończył V Gimnazjum w Warszawie, następnie ukończył studia prawnicze na Cesarskim Uniwersytecie Warszawskim w 1902 r. i odbył praktykę w tamtejszym Sądzie Okręgowym.
W latach 1906–1907 pracował w Żyrardowie jako zastępca sędziego śledczego oraz udzielał się tam także społecznie. Od 1910 pracował w sądach w Końskich, Opatowie, Sandomierzu, Opocznie i Radomiu. 28 lipca 1919 Naczelnik Józef Piłsudski mianował go na stanowisko sędziego Sądu Okręgowego w Łodzi. 24 lipca 1923 został wybrany na stanowisko prezydenta Łodzi.
Za czasów rządów Mariana Cynarskiego otwarto w Łodzi Miejski Kinematograf Oświatowy i Miejską Galerię Sztuki. Rozpoczęto budowę Parku Ludowego na Zdrowiu. Miasto przejęło szpital przy ulicy Drewnowskiej 75 oraz Dom Starców i Kalek przy ulicy Narutowicza, a w pogotowiu ratunkowym zaczęły jeździć samochodowe karetki. Z jego inicjatywy zaczęto wręczać Nagrodę Literacką Miasta Łodzi (późn. Nagrodę Miasta Łodzi).
Zasiadał w zarządach Towarzystwa Prawniczego, Polskiego Klubu Artystycznego, Polskiej Macierzy Szkolnej, Łódzkiego Towarzystwa Elektrycznego Spółki Akcyjnej. Był honorowym członkiem łódzkiego oddziału Ligi Morskiej i Rzecznej, członkiem Obozu Wielkiej Polski, wiceprezesem Klubu Narodowego, członkiem Rady Naczelnej Związku Ludowo-Narodowego oraz prezesem Związku Ludowo-Narodowego w Łodzi. Wykładał prawo, historię Polski, logikę i psychologię w łódzkim gimnazjum żeńskim.

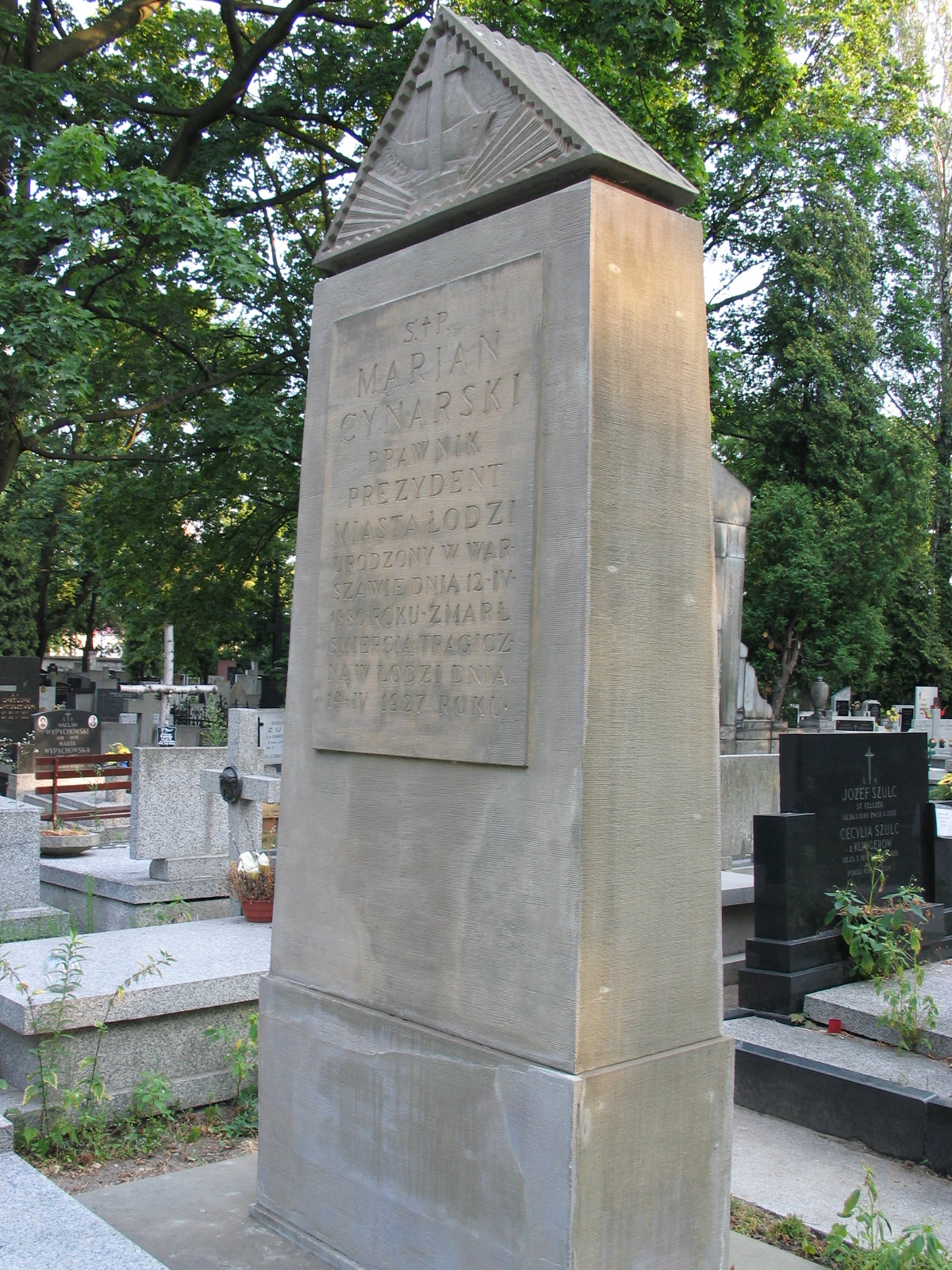
Grób Mariana Cynarskiego na Starym Cmentarzu w Łodzi

14 kwietnia 1927 został zamordowany u progu swojego mieszkania przy ulicy Andrzeja 4 przez bezrobotnego brukarza Adama Walaszczyka. Motywem zabójstwa miała być zemsta.
18 kwietnia 1927 Marian Cynarski został pochowany w kwaterze zasłużonych na katolickiej części Starego Cmentarza przy ul. Ogrodowej w Łodzi. Na łódzkim osiedlu Olechów jest ulica Mariana Cynarskiego.